# Shackleford
Shackleford is een civil parish in het bestuurlijke gebied Guildford, in het Engelse graafschap Surrey met 770 inwoners.
Shackleford omvat de plaatsen Eashing, Hurtmore, Norney en Gatwick.
David Payne was van 1966 tot 1973 rector van Shackleford.